# Ceracis
Ceracis là một chi bọ cánh cứng trong họ Ciidae.

## Các loài
- Ceracis cucullatus Mellié, 1848
- Ceracis japonus Reitter, 1878
- Ceracis laminicollis Miyatake, 1982
- Ceracis shikokuensis Miyatake, 1954